# Günter Kempe
Günter Kempe (* 6. Juli 1920 in Berlin; † 18. März 1996) war ein deutscher Mediziner. Er war von 1974 bis 1985 Leiter des Zentralen Medizinischen Dienstes (ZMD) des Ministeriums für Staatssicherheit (MfS) der Deutschen Demokratischen Republik (DDR).

## Leben
Kempe, Sohn eines Kaufmanns, legte 1939 das Abitur ab und wurde anschließend zum Reichsarbeitsdienst (RAD) einberufen. Nach einer kurzen Studienzeit der Chemie an der Friedrich-Wilhelms-Universität in Berlin wurde er 1940 wegen seiner jüdischen Herkunft exmatrikuliert. Er besuchte dann von 1940 bis 1941 eine Handelsschule und arbeitete als Angestellter im Briefmarkenhandel. Im Jahr 1943 wurde er als Lagerarbeiter dienstverpflichtet und 1944 zur Zwangsarbeit in einem Steinbruch herangezogen. Im März 1945 konnte er der Zwangsarbeit entfliehen.
Nach dem Zweiten Weltkrieg besuchte er 1945/46 eine Vorstudienanstalt in Berlin und studierte bis 1951 Medizin an der Humboldt-Universität Berlin. Während seiner Studienzeit trat Kempe 1950 in die Sozialistische Einheitspartei Deutschlands (SED) ein. Er wurde 1951 zum Dr. med. promoviert und Facharzt für Sozialhygiene. Zunächst arbeitete er als Assistenzarzt am Städtischen Krankenhaus in Berlin-Friedrichshain und war gleichzeitig von 1951 bis 1958 Vertragsarzt der Verwaltung für Staatssicherheit von Berlin. Von 1957 bis 1958 arbeitete er als Oberarzt an der Charité. Im Januar 1959 wurde er im Rang eines Obersts mit einem Einzelvertrag als Chefarzt des Medizinischen Dienstes der Bezirksverwaltung Berlin des MfS eingestellt. 1962 wurde ihm der Titel Medizinalrat verliehen, später der Titel Obermedizinalrat. Ab 1971 war er Honorarprofessor für Militärmedizin und Sozialhygiene an der Militär-Medizinischen Sektion der Universität Greifswald. Kempe wurde im April 1974 zum Leiter des Zentralen Medizinischen Dienstes des MfS und im Oktober 1974 von Erich Honecker zum Generalmajor ernannt. Im April 1977 wurde er an der Hochschule des Ministeriums für Staatssicherheit in Potsdam-Eiche zum Dr. jur. promoviert. Am 31. Dezember 1985 beendete er seinen aktiven Dienst und wurde in den Ruhestand verabschiedet.

## Auszeichnungen
- 1965 Ehrentitel Verdienter Arzt des Volkes
- 1980 Vaterländischer Verdienstorden in Gold